# Jean-Dominique Fuss
Pour les articles homonymes, voir Fuss.
Jean-Dominique Fuss, né à Düren le 2 janvier 1782 et mort à Liège le 30 janvier 1860, est un poète et historien belge de langue latine. Il est professeur puis recteur (1844) de  l'Université de Liège. Il figure à côté de Jean-Baptiste Camberlyn et de Jacques-Joseph Deglimes comme un des trois meilleurs poètes latins qui ont fleuri en Belgique au début du XIXe siècle.
Il est vraisemblablement le premier à avoir utilisé le mot neo-latinus dans le sens actuel.
Le latin était pour lui sa véritable langue et il n'a jamais su écrire avec élégance dans une langue moderne même si sa traduction en vers allemands de la tragédie Lucrèce de François Ponsard fut appréciée.
Élève de Schelling il commença sa carrière à Paris comme précepteur du fils du comte Louis Maximilien Rigal, comme lui d'origine allemande. Il avait également tissé des liens avec Schlegel et madame de Staël.

## Son œuvre d'érudition
- 1812: traduction en latin du traité de Jean Lydus, Sur les magistrats romains, en collaboration avec le savant Hase qui en fit l'édition critique d'après un manuscrit du IXe siècle.
- 1820: Antiquitates Romanae, Liège, 1820, 1826, 1836. Ouvrage historique en latin.
- 1855: révision du texte de Placentius[4], Pugna porcorum (Le combat des pourceaux).

## Son œuvre poétique
Mais c'est surtout par ses délassements poétiques que Jean-Dominique Fuss acquit de son vivant la célébrité et la gloire littéraire :
- 1822: Carmina latina, Cologne, 1822. Ceux-ci furent ensuite édités à Liège en deux volumes en 1845, 1846, 1849 avec des addenda.
- 1837: Poëmata latina, Liège, 1837.

## Petit florilège
Fuss aimait à rendre en latin les poèmes célèbres de ses contemporains. Nous donnons ici les premiers vers des traductions en vers latins qu'il a faites du Lac de Lamartine ainsi que ceux du Roi de Thulé de Goethe.
- Le lac de Lamartine

Sic vocat pulsos nova semper ora,
Noxque non ulli remeanda ; vasto
Nulla nos horam retinebit aevi
Anchora ponto!
O lacus, vernis reducem sub auris,
Rupe me solum, en, prope te sedentem ;
Non venit caras, ut amabat, undas
Illa revisens.
- Le roi de Thulé (du Faust de Goethe), en vers rimés :

In Thule rex amavit
Fidus ad tumulum,
Moriens scyphum donavit 
Cui pellex aureum.
Nil carius habebat,
Quovis in epulo,
Udoque hauriebat 
Hunc semper oculo.
Mortisque jam futurus,
Regni urbes numerat,
Heredi nil demturus,
Scyphum sed nulli dat...